# Stepanivka, Drabiv
Stepanivka (în ucraineană Степанівка) este o comună în raionul Drabiv, regiunea Cerkasî, Ucraina, formată numai din satul de reședință.

## Demografie
Componența lingvistică a comunei Stepanivka
     Ucraineană (99,27%)
     Alte limbi (0,64%)
Conform recensământului din 2001, majoritatea populației comunei Stepanivka era vorbitoare de ucraineană (99,27%), existând în minoritate și vorbitori de alte limbi.